# Martine Filleul
Pour les articles homonymes, voir Filleul (homonymie).
Martine Filleul, née le 6 juin 1953 à Jeumont (Nord), est une femme politique française.
Membre du Parti socialiste (PS), elle commence son parcours politique en 1995 en entrant au conseil municipal de Lille.
Conseillère régionale du Nord-Pas-de-Calais de 1998 à 2008, elle siège de 2008 à 2021 au conseil général puis départemental du Nord, dont elle est vice-présidente jusqu’en 2015.
Elle est élue sénatrice lors des élections sénatoriales de 2017.

## Biographie

### Situation personnelle
Martine Filleul naît le 6 juin 1953, à Jeumont de parents d'origine modeste. De formation littéraire, elle est titulaire d'une maîtrise de lettres modernes et d'un DEA en sociologie urbaine.
Pour payer ses études, elle est surveillante dans un collège. Elle est ensuite ingénieure de recherche à l'École nationale supérieure d'architecture et de paysage de Lille puis fonctionnaire du ministère de l'Équipement.

### Parcours politique
Elle est élue conseillère municipale de Lille en 1995 au côté de Pierre Mauroy, puis devient l'adjointe de Martine Aubry, chargée du tourisme et des relations internationales, de 2001 à 2014.
Lors des élections régionales de 1998, elle est élue conseillère régionale du Nord-Pas-de-Calais sur la liste socialiste et devient vice-présidente du conseil régional chargée de l'apprentissage et de l'Europe. Elle est réélue en 2004, en 10e position sur la liste « Résister Agir Avancer à gauche, pour le Nord-Pas-de-Calais » conduite par Daniel Percheron.
En 2008, elle devient conseillère générale du canton de Lille-Centre, et démissionne du conseil régional. Elle est vice-présidente du conseil général du Nord chargée de la culture, sous la présidence de Bernard Derosier. À la suite des élections de 2011, elle en devient la 3e vice-présidente chargée de l’aménagement du territoire, du développement économique et du développement rural.
Après deux échecs aux élections législatives de 2002 et de 2007 dans la 4e circonscription du Nord, elle se « parachute » pour celles de 2012 dans la 18e circonscription où elle est à nouveau battue, recueillant 42,4 % des voix au second tour.
Pressentie pour succéder à Patrick Kanner, nommé au gouvernement, à la tête du conseil général du Nord, elle en devient la 1re vice-présidente après l'élection de Didier Manier, le 22 septembre 2014, conservant ses attributions antérieures.
À la suite du redécoupage cantonal de 2014, elle est élue conseillère départementale dans le canton de Lille-4 lors des élections départementales de 2015, avec 69,6 % des suffrages en binôme avec Marc Godefroy. 
Le 12 juin 2015, elle est désignée première secrétaire de la fédération du Nord du Parti socialiste, grâce au désistement du député européen Gilles Pargneaux. Proche de Patrick Kanner, elle est soutenue par les opposants socialistes à Martine Aubry,. Dans le cadre de la primaire citoyenne de 2017, elle n'apporte son soutien à aucun candidat, de même que Yann Capet, premier secrétaire de la fédération PS du Pas-de-Calais.
Elle est élue sénatrice du Nord lors des élections sénatoriales de 2017.
Le 29 mars 2018, elle est réélue à la tête de la fédération socialiste du Nord avec 77,8 % des voix. Elle reste en fonction jusqu'en 2021, année où Benjamin Saint-Huile, maire de Jeumont, lui succède.
Pour l'élection présidentielle de 2022, elle donne son parrainage d'élue à Anne Hidalgo.
Écartée de la liste du PS pour les élections sénatoriales de septembre 2023 au profit d'Audrey Linkenheld, elle se représente à la tête d'une liste dissidente dans un contexte de forte division à gauche,. Exclue du Parti socialiste quelques jours avant le scrutin, elle échoue à conserver son siège au Sénat, sa liste obtenant 5,1 % des suffrages exprimés.

### Affaire judiciaire
Le 2 octobre 2017, le tribunal d'instance de Lille condamne Martine Filleul pour « méconnaissance de la loi » et « violation du statut protecteur du salarié » après le licenciement pour motif économique, en octobre 2015, d'un salarié de la fédération du Nord du PS, élu de la ville de Lomme et protégé à ce titre par la loi du 31 mars 2015.

## Activités au Sénat
Au Sénat, Martine Filleul est membre de la commission du Développement durable et de la délégation aux droits des femmes.
Un an après son élection, le site NosSénateurs.fr la classe parmi les 100 sénateurs les moins actifs, avec 23 semaines d’activité, 41 présences et 14 interventions en commission, 14 interventions longues en hémicycle, 0 rapport écrit et 0 proposition de loi écrite.
En décembre 2019, Martine Filleul dépose une proposition de loi visant à limiter les inégalités liées à la maternité au travail. Le texte propose de rendre le congé de naissance pour les pères obligatoire et d'en allonger la durée de trois à dix-sept jours, afin de doubler la durée cumulée du congé de naissance et du congé de paternité. Ce texte n'ayant jamais inscrit à l'ordre du jour du Sénat, il est devenu caduque.
À la suite du renouvellement sénatorial de 2020, elle est élue secrétaire du Sénat.

## Détail des mandats et fonctions

### Au Sénat
- 2 octobre 2017 – 1er octobre 2023 : sénatrice du Nord.
- 6 octobre 2020 – 1er octobre 2023 : secrétaire du Sénat.

### Au niveau local
- 25 juin 1995 – 4 avril 2014 : conseillère municipale de Lille.
- 20 mars 1998 – 31 mars 2008 : vice-présidente du conseil régional du Nord-Pas-de-Calais.
- 25 mars 2001 – 4 avril 2014 : adjointe à la maire de Lille.
- 20 mars 2008 – 2 avril 2015 : conseillère générale du Nord (élue dans le canton de Lille-Centre).
- 20 mars 2008 – 2 avril 2015 : vice-présidente du conseil général du Nord.
- 2 avril 2015 – 27 juin 2021 : conseillère départementale du Nord (élue dans le canton de Lille-4).

### Fonctions partisanes
- 12 juin 2015 – 9 octobre 2021 : première secrétaire de la fédération du Nord du Parti socialiste.